# Фонд Андрея Первозванного
Фонд Святого Всехвального апостола Андрея Первозванного — российская  общественная организация со штаб-квартирой в Москве. Основана в 1992 году. Согласно официальному сайту, она «осуществляет проекты, направленные на формирование в обществе позитивного отношения к традиционным, скрепляющим основам России — государству, церкви, армии», «ратует за пробуждение в человеке духовных основ, прочно связанных с историей и культурой народа».

## Деятельность фонда
Одним из главных направлений деятельности фонда является принесение в пределы Русской православной церкви великих христианских святынь. В частности, фонд ежегодно доставляет из Иерусалима Благодатный огонь на Пасху. Осенью 2011 года фондом был организован провоз по городам России Пояса Пресвятой Богородицы, которому пришли поклониться сотни тысяч человек, в том числе председатель Правительства Российской Федерации Владимир Путин. Фонд принимает участие в проведении Мирового общественного форума «Диалог цивилизаций». Кроме того, фонд организует медицинские экспедиции на Курильские острова.
При содействии фонда в 2011 году открыт монастырский музей в Нило-Столобенской пустыни на озере Селигер.

### Программы фонда
- «Просите мира Иерусалиму». Цель программы — создание оснований для объединения православных верующих в разных странах ради сохранения мира на Земле[4].
- «Святость материнства». В рамках программы ведётся просветительская и методическая деятельность, оказывается помощь женщинам, отказавшимся от прерывания беременности.

### Премии фонда
- Международная премия «Вера и Верность»[4].

## Руководство фонда
Председателем Попечительского совета фонда является Владимир Якунин.
Президенты Фонда:
- Александр Мельник (1992—2006);
- Сергей Щеблыгин (2006—2013);
- Михаил Байдаков (с 2013—2015);
- Владимир Бушуев (исполняющий обязанности президента, директор — с 2016 года)

## Финансирование фонда
С 2016 года деятельность Фонда Андрея Первозванного будет практически полностью финансироваться за счет средств фонда целевого капитала «Истоки» (привлеченные фондом средства направляются в инвестиционные проекты, доход от которых перечисляется в Фонд Андрея Первозванного), созданного в 2013 году. Учредителем фонда «Истоки» является Владимир Якунин.